# 마루니드
마루니드(Marooned)는 미국에서 제작된 존 스터지스 감독의 1969년 드라마, SF 영화이다. 그레고리 펙 등이 주연으로 출연하였고 M.J. 프랭코비치 등이 제작에 참여하였다.

## 출연

### 주연
- 그레고리 펙
- 리차드 크레나
- 진 핵크만

### 조연
- 제임스 프란시스커스
- 데이비드 잰슨
- 리 그랜트
- 낸시 코박
- 마리에트 하틀리

## 제작진
- 원작자: 마틴 카이딘
- 협력프로듀서: 프랭크 카프라 주니어
- 미술: 라일 R. 휠러

## 같이 보기
- 생존 영화